# Чад Ліндберг
Чад Тайлер Ліндберг (англ. Chad Tyler Lindberg, 1 листопада 1976) — американський актор. Його найвідоміша роль — Джессі в фільмі Форсаж.

## Життя та кар'єра
Ліндберг відвідував середню школу Маунт Вернон у своєму рідному місті Маунт Вернон, штат Вашингтон. Він почав свою акторську кар'єру і отримав схвалення критиків, як Рорі в Black Circle Boys 1997 року на Sundance Film Festival. Звідти він кілька разів з'являвся як гість на популярних телевізійних шоу, таких як «Швидка допомога», «Баффі — переможниця вампірів» і «Цілком таємно». Він продовжував грати фільмові ролі, зокрема, Шерман О'Делл в х/ф «Жовтневе небо» і Джессі, механік-заїка, в Форсажі.
Він отримав увагу в ремейку 2010 року культового класичного фільму 70-х рр. «Я плюю на ваші могили». Він також з'явився в ролі Чада Віллінгхама в т/с «Місце злочину: Нью-Йорк» і як Еш «Надприродне». Він взяв участь в документальному фільмі 2011 р. Тоні Зіера «Моя велика перерва».